# Moto Guzzi V11
Die Moto Guzzi V11 ist ein Motorrad des italienischen Herstellers Moto Guzzi, das von Ende 1998 bis Ende 2005 in Mandello del Lario gebaut wurde. Die Bezeichnung V11 basiert auf dem Hubraum von gerundet 1100 cm³ (entsprechend der V7 mit ursprünglich rund 700 cm³ Hubraum). Das Motorrad wurde Ende 1997 unter der Benennung V11 Sport als Nachfolgemodell der 1100 Sport auf der internationalen Motorradmesse EICMA in Mailand vorgestellt und sollte an die legendäre V7 Sport von 1971 anknüpfen. Die Produktion lief im Oktober 1998 an, ausgeliefert wurde erst im Herbst 1999. Je nach Ausführung kann die V11 der Kategorie Naked Bike oder Sportler zugeordnet werden.

## Modellentwicklung
Die V11 wurde Ende 1997 mit limonengrüner Lackierung (verde lignano) und rotem Rahmen (italienisch: telaio rosso) vorgestellt, einer an die historische Referenz V7 Sport erinnernden Farbkombination. Bei Produktionsbeginn im Oktober 1998 gab es zuerst nur die Ausführung V11 Sport in Metallic-Silbergrau, Schwarz oder Limonengrün mit silbergrauen Antriebselementen (Motor- und Kardangehäuse, Schalldämpfer, Felgen), anfangs mit dem fast unveränderten 2-Ventil-Motor mit elektronischer Einspritzung der 1100 Sport, jedoch gepaart mit einem neuen, 70 mm kürzeren 6-Gang-Getriebe. Dies ermöglichte einen kürzeren Radstand und eine gesteigerte Handlichkeit, aber die V11 tendierte bei hoher Geschwindigkeit zum Pendeln. Bei der ersten Überarbeitung Mitte 2001 wurde der Lenkkopf deswegen überarbeitet, der Radstand vergrößerte sich (siehe Datentabelle).
Ende 2000 wurde die auf 300 Stück limitierte Edition V11 Sport Rosso Mandello vorgestellt. Das Sondermodell anlässlich des 2001 gefeierten 80-jährigen Unternehmensjubiläums war das erste „neue“ Modell von Moto Guzzi nach der Übernahme durch Aprilia ab September 2000.
Bei der Modellpflege Mitte 2001 kamen die Ausführungen V11 Le Mans mit Halbverkleidung, die Sonderedition V11 Le Mans Tenni sowie die leistungsorientierte V11 Sport Scura (auf Deutsch: dunkel, finster) hinzu. Alle Varianten haben ab diesem Modelljahr schwarze Antriebselemente (Motor- und Kardangehäuse, Schalldämpfer, Felgen).
2004 war das Basismodell die V11 Sport Ballabio (genannt nach dem Bergrennen von Ballabio nach Piani Resinelli) in Rot (rosso race) oder Grau (grigio resinelli). 2005 kam als letzte Variante die V11 Scura R hinzu.
Die Serienproduktion lief Ende 2005 aus, das Motorrad wurde noch ein Jahr lang neu verkauft. Nachfolgemodell ist die 1200 Sport.

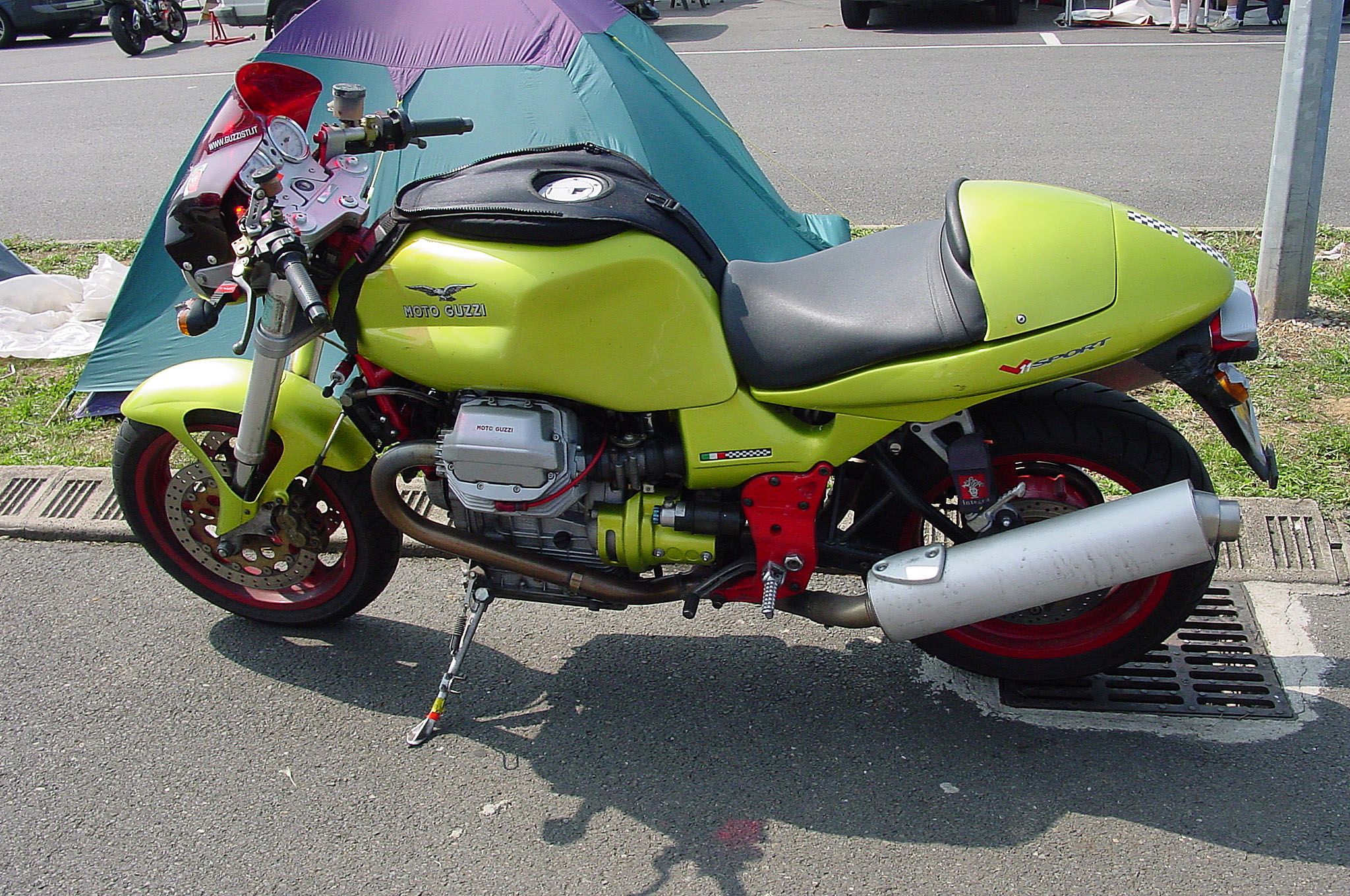
V11 Sport (1998–2001)
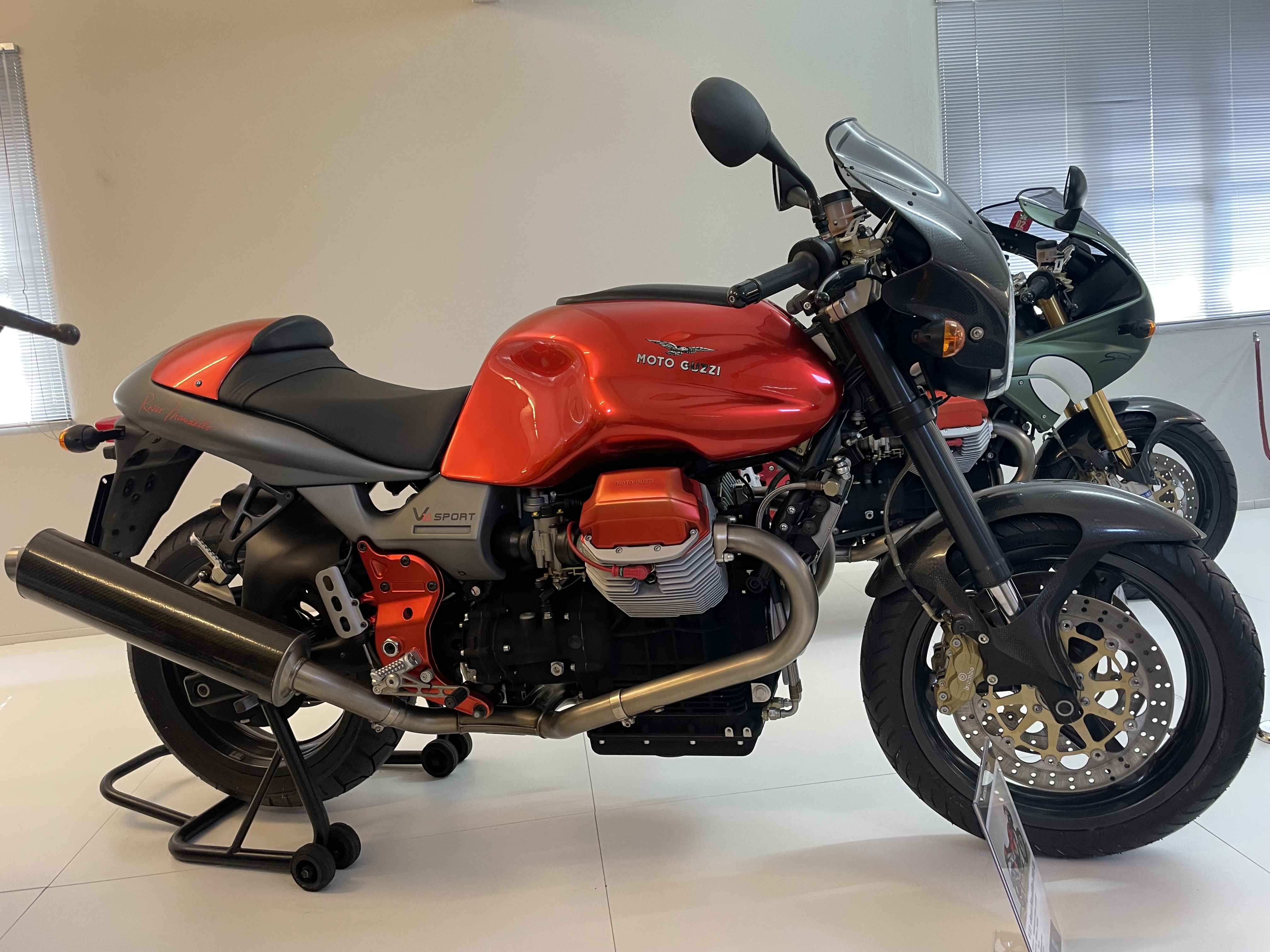
V11 Sport Rosso Mandello
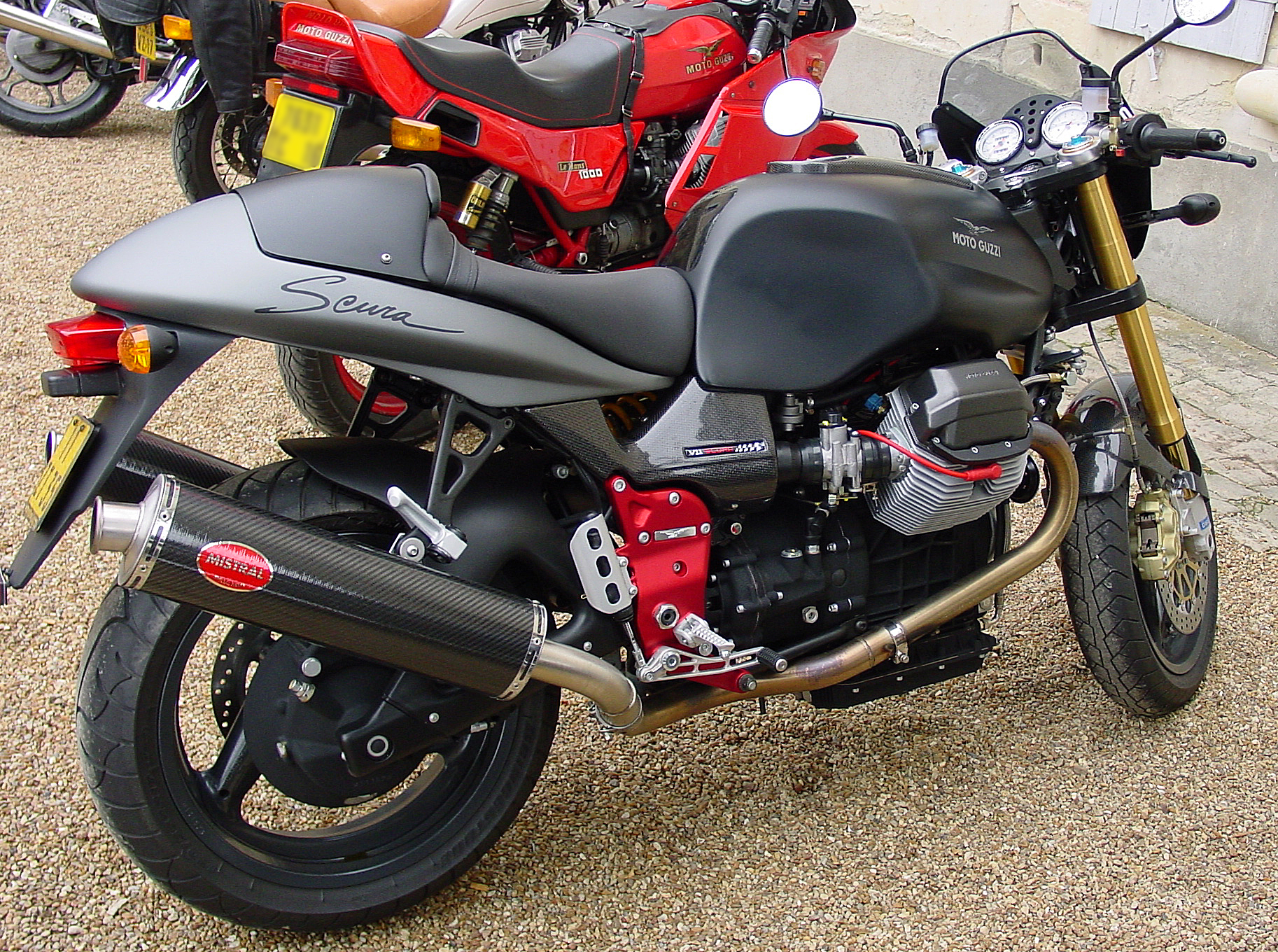
V11 Sport Scura
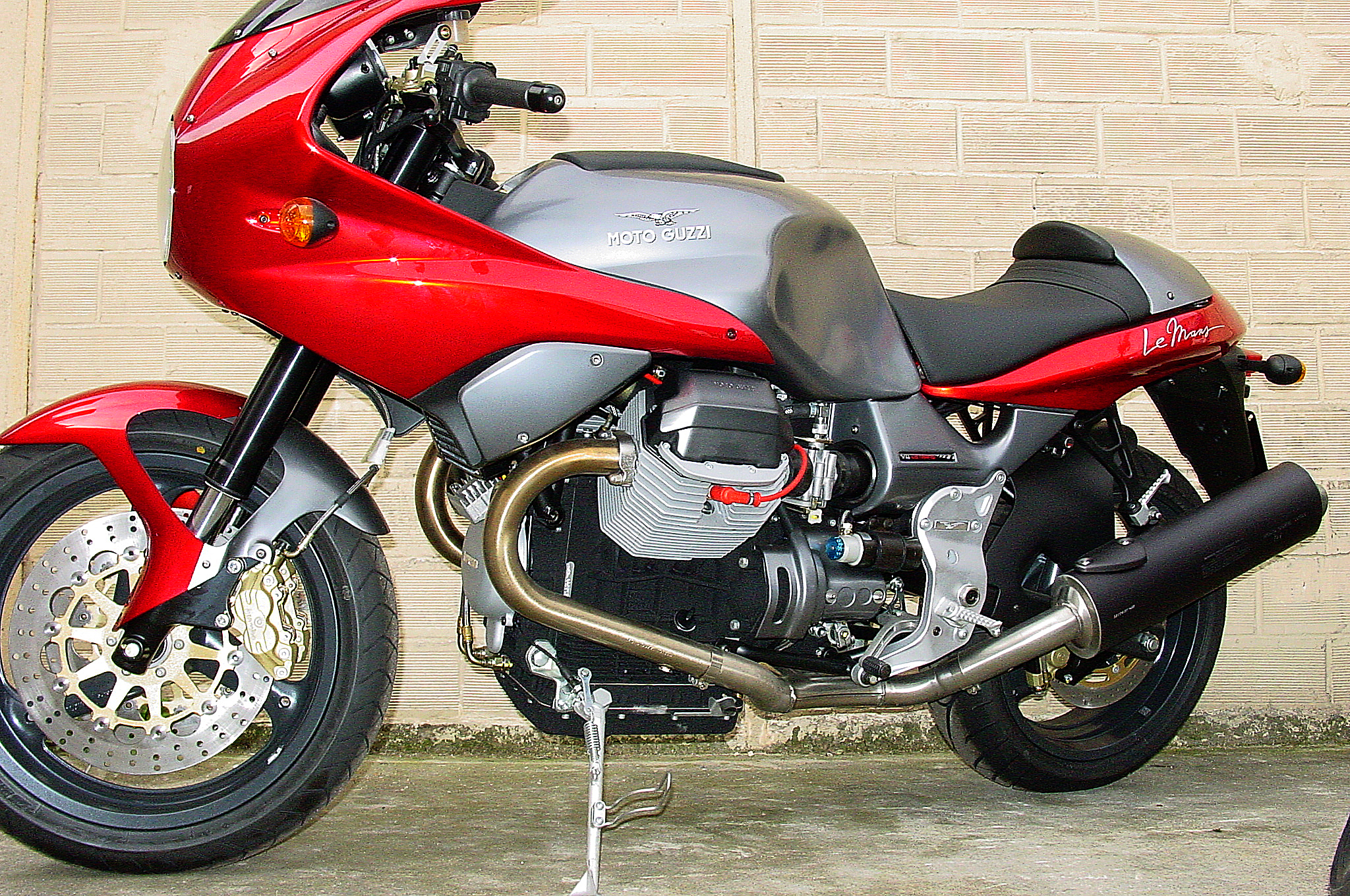
V11 Le Mans
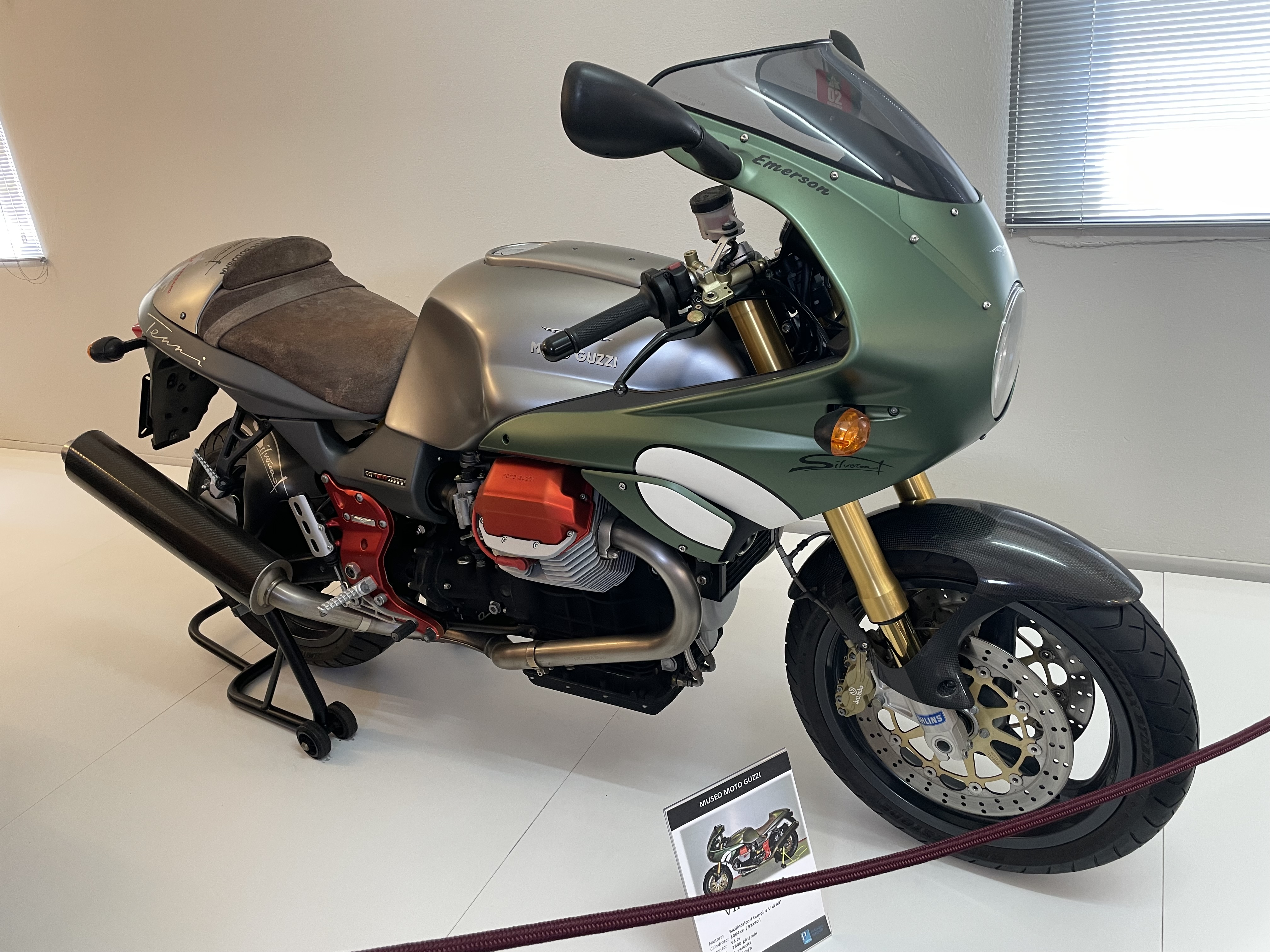
V11 Le Mans Tenni
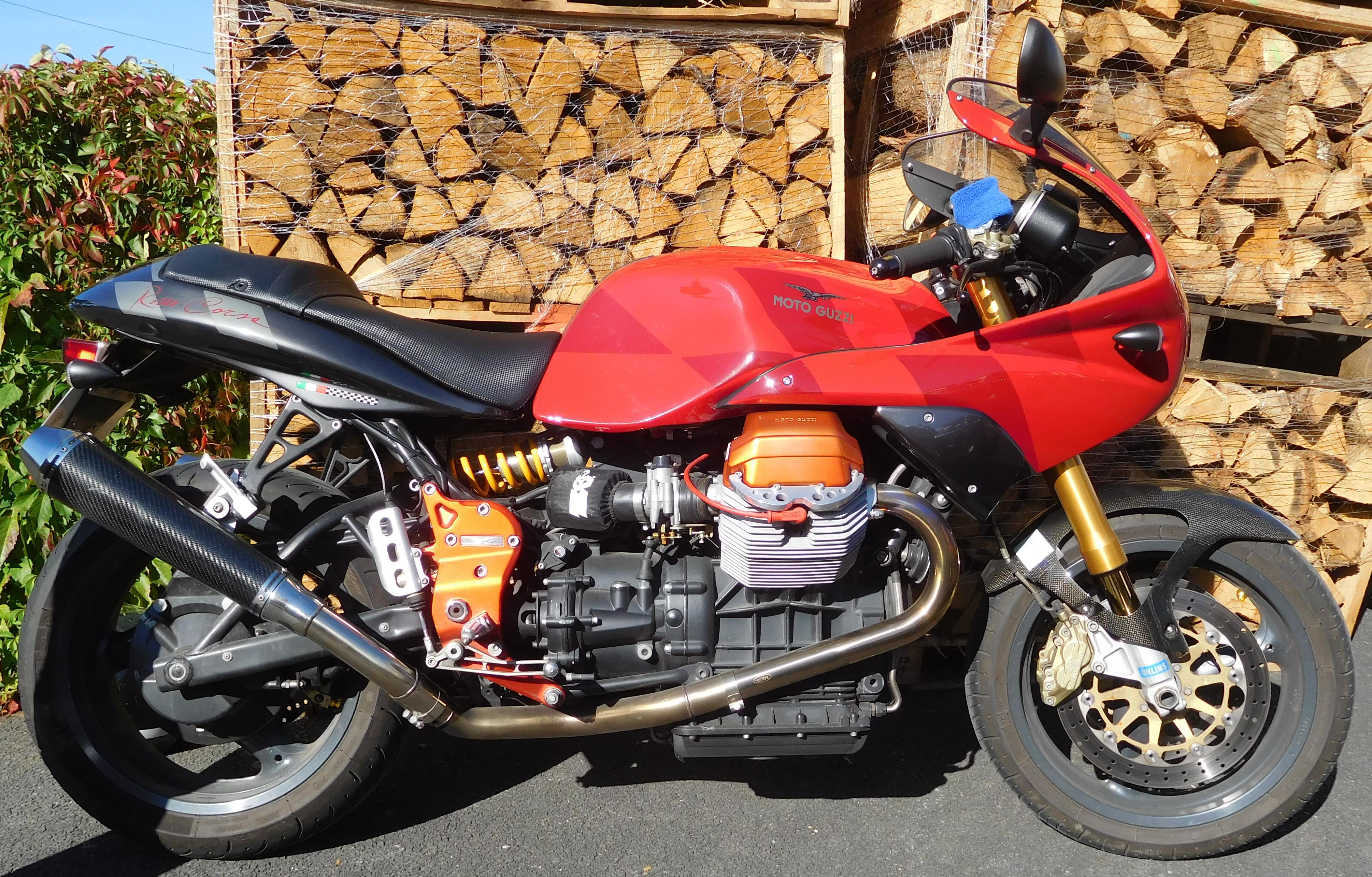
V11 Le Mans Rosso Corsa
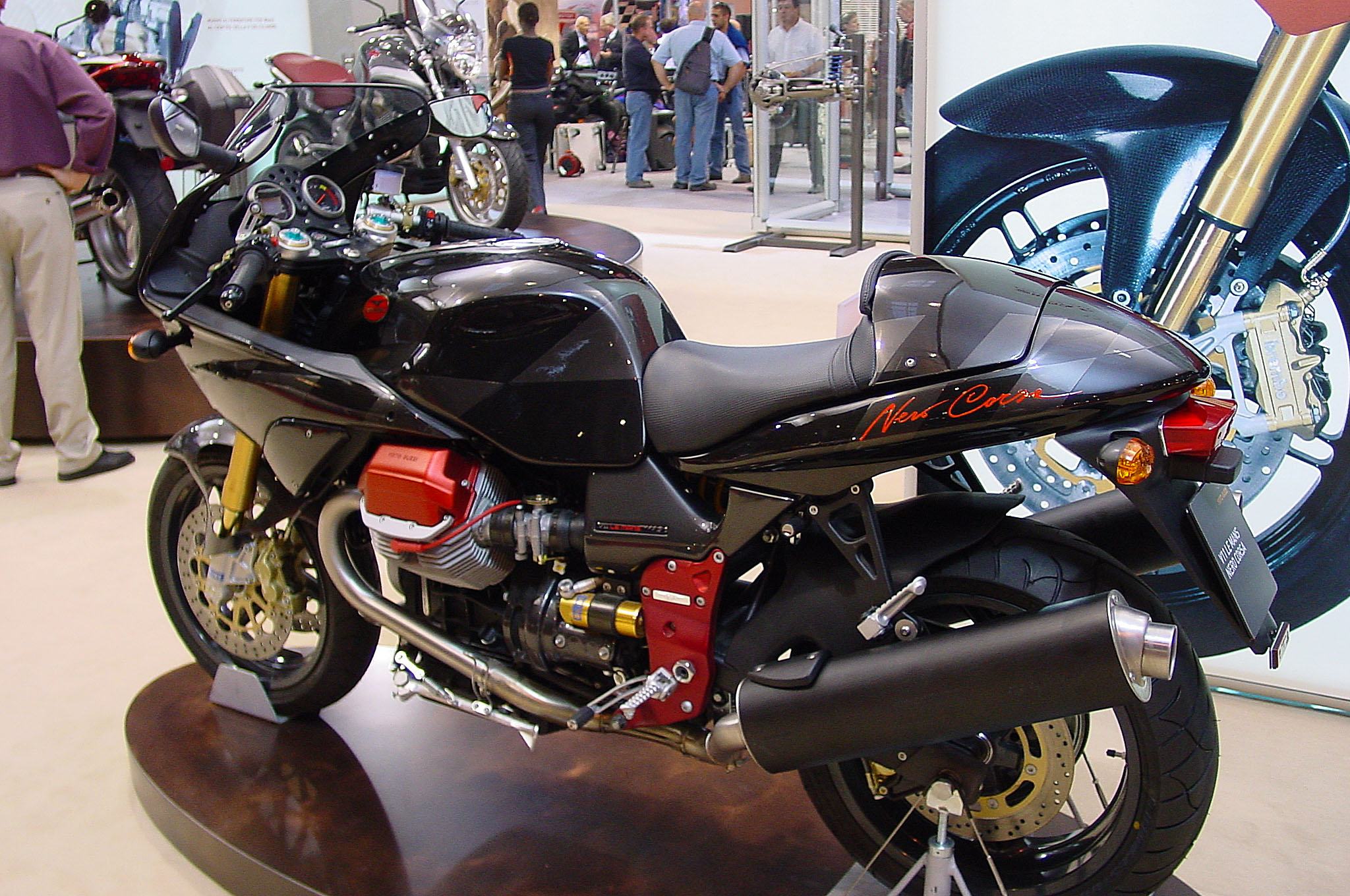
V11 Le Mans Nero Corsa
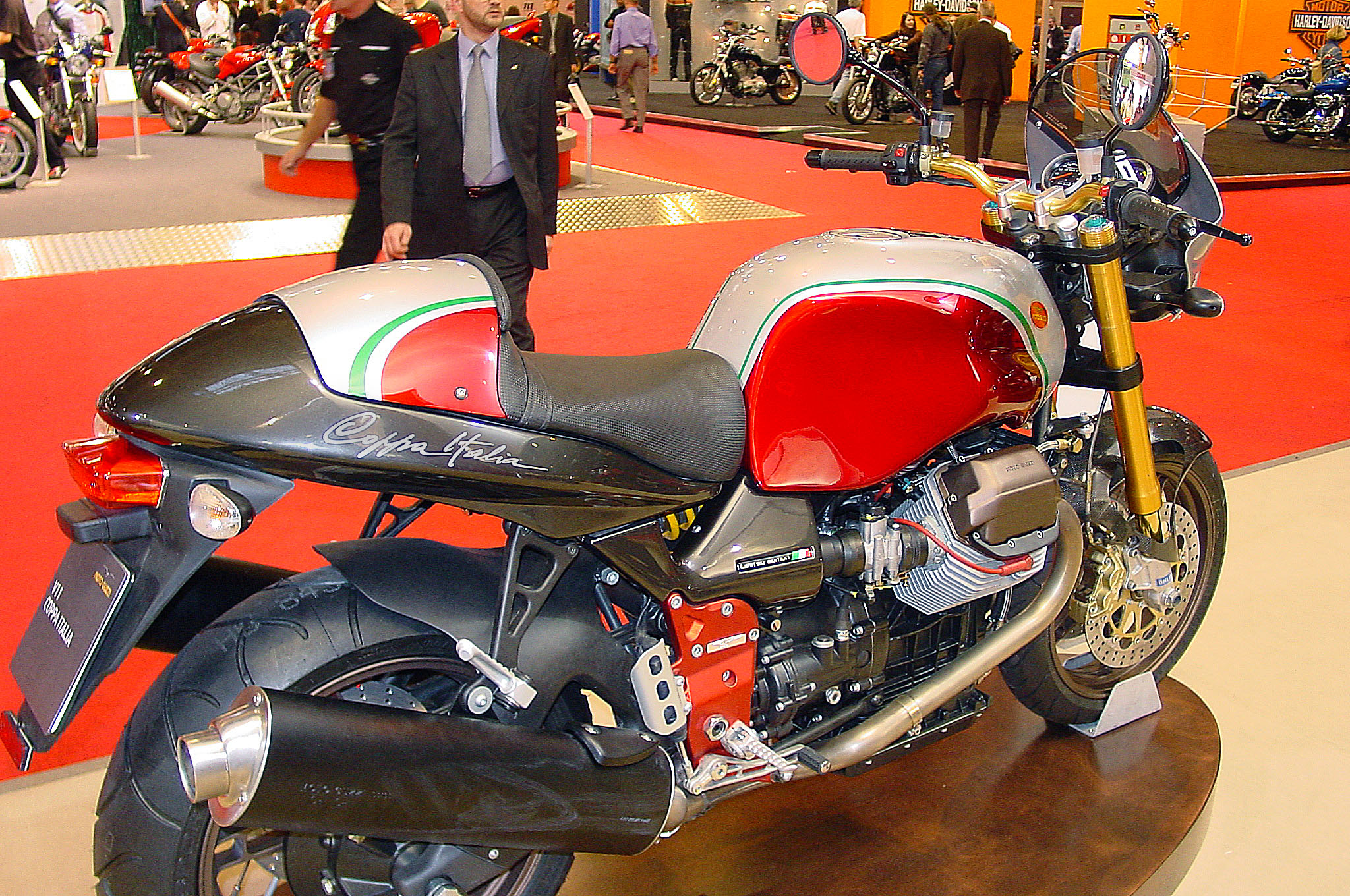
V11 Coppa Italia
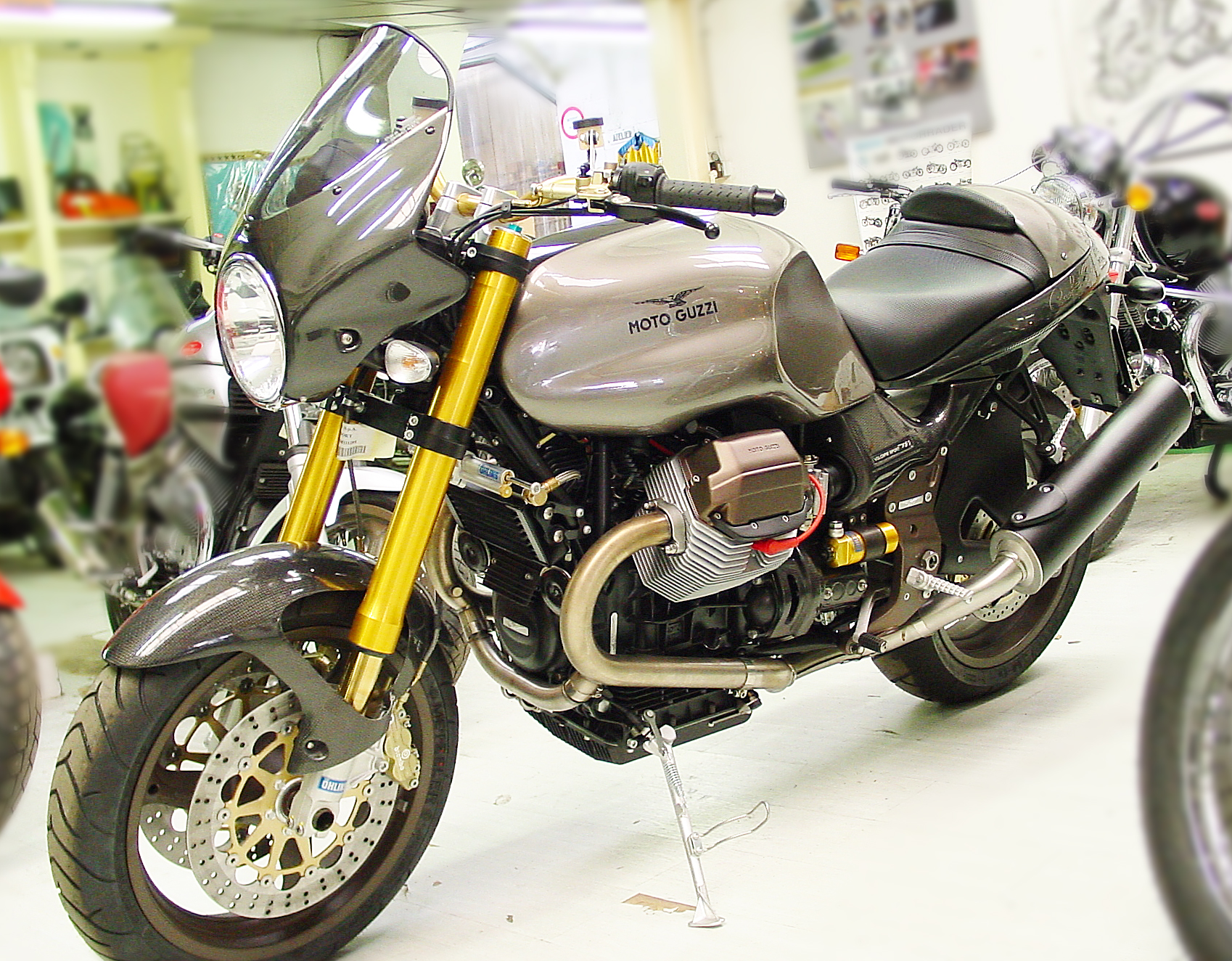
V11 Cafè Sport

## Konstruktion

### Antrieb
Der längs eingebaute, luftgekühlte Viertakt-Zweizylinder-V-Motor hat, wie alle V-Motoren von Moto Guzzi seit 1967, einen Zylinderwinkel von 90 Grad. Die Motorkühlung wird zusätzlich von einem unterhalb des Lenkkopfes befestigten Ölkühler unterstützt. Der Hubraum beträgt 1064 cm³, die Zylinder haben eine Bohrung von 92 mm, die Kolben einen Hub von 80 mm. Pro Zylinder wird je ein Ein- und Auslassventil von einer untenliegenden Nockenwelle über Stoßstangen und Kipphebel gesteuert. Das Gemisch bildet eine elektronisch geregelte Saugrohreinspritzung (EFI) von Magneti-Marelli mit einer Einspritzdüse pro Zylinder und mechanisch gekoppelten Drosselklappen mit 40 mm Durchmesser. Die digitale Elektronikzündung stellt auch Magneti-Marelli her.
Alle Versionen haben eine hydraulisch betätigte Zweischeiben-Trockenkupplung und ein für die V11 neu konstruiertes Sechsganggetriebe mit vier Wellen. Ein Kardanantrieb überträgt die Kraft an das Hinterrad.
Eine Abgasnachbehandlung gibt es bei den Modellen bis 2003 nicht. Ab dem Modelljahr 2002 bewirken allerdings geänderte Nockenwellen, neue Steuerzeiten und eine Krümmeranlage
mit Interferenzrohr/Expansionskammer die Einhaltung der Euro-1-Abgasnorm. Ab dem Modelljahr 2004 können dank eines geregelten Drei-Wege-Katalysators die Emissionsgrenzwerte der Euro-2-Norm unterschritten werden. Die gesamte Auspuffanlage mit zwei Endschalldämpfern besteht bei allen Varianten aus rostfreiem Edelstahl.
Der Kraftstofftank fasst 22 Liter, davon sind 4 Liter Reserve. Der gemessene Kraftstoffverbrauch beträgt 5,3 Liter auf 100 km.

### Rahmen und Fahrwerk
Die V11 hat einen Zentralrohr-Brückenrahmen aus Stahl mit rechteckigem Querschnitt. Die Motor-Getriebe-Einheit ist mittragend.
Bei allen Varianten wird das 17″-Vorderrad von einer Upside-down-Teleskopgabel geführt. Zug- und Druckstufendämpfung sind separat einstellbar. Das 17″-Hinterrad wird von einer Dreieck-Zweiarmschwinge („Cantilever“-Schwinge) aus Stahl geführt. Am zentralen Federbein sind auch bei allen Varianten Federbasis, Zug- und Druckstufendämpfung separat einstellbar.

### Bremsanlage
Am Vorderrad hat die V11 eine hydraulisch betätigte Doppelscheibenbremse von Brembo mit axial geschraubten Vierkolben-Festsätteln. Die schwimmend gelagerten Bremsscheiben haben einen Durchmesser von 320 mm. Die ebenfalls hydraulisch betätigte hintere Scheibenbremse mit einem Durchmesser von 282 mm hat einen Doppelkolben-Festsattel von Brembo.

### Technische Daten
| Modell                                 | V11 Sport, Sport Rosso Mandello          | V11 Sport Naked, Scura                   | V11 Le Mans, Le Mans Tenni               | V11 Le Mans, Rosso Corsa, Nero Corsa     | V11 Coppa Italia, Scura R                | V11 Cafè Sport                           | V11 Sport Ballabio                       |
| -------------------------------------- | ---------------------------------------- | ---------------------------------------- | ---------------------------------------- | ---------------------------------------- | ---------------------------------------- | ---------------------------------------- | ---------------------------------------- |
| Bauzeitraum                            | 1998–2001, 2001                          | 2001–2003, 2002–2003                     | 2001–2002, 2001                          | 2003–2005, 2003, 2004                    | 2004–2005, 2005                          | 2004–2005                                | 2004–2005                                |
| Windschutz                             | – (R.M.: Cockpitverkl.)                  | – (Scura: Cockpitverkl.)                 | Halbverkleidung                          | Halbverkleidung                          | Cockpitverkleidung                       | Cockpitverkleidung                       | Cockpitverkleidung                       |
| Hubraum                                | 1064 cm³                                 | 1064 cm³                                 | 1064 cm³                                 | 1064 cm³                                 | 1064 cm³                                 | 1064 cm³                                 | 1064 cm³                                 |
| Bohrung × Hub                          | Ø 92 mm × 80 mm                          | Ø 92 mm × 80 mm                          | Ø 92 mm × 80 mm                          | Ø 92 mm × 80 mm                          | Ø 92 mm × 80 mm                          | Ø 92 mm × 80 mm                          | Ø 92 mm × 80 mm                          |
| Verdichtung                            | 9,5 : 1                                  | 9,5 : 1                                  | 9,5 : 1                                  | 9,8 : 1                                  | 9,8 : 1                                  | 9,8 : 1                                  | 9,8 : 1                                  |
| Gemischbildung                         | elektronische Saugrohreinspritzung (MPI) | elektronische Saugrohreinspritzung (MPI) | elektronische Saugrohreinspritzung (MPI) | elektronische Saugrohreinspritzung (MPI) | elektronische Saugrohreinspritzung (MPI) | elektronische Saugrohreinspritzung (MPI) | elektronische Saugrohreinspritzung (MPI) |
| Nennleistung                           | 67 kW (91 PS)                            | 67 kW (91 PS)                            | 67 kW (91 PS)                            | 67 kW (91 PS)                            | 67 kW (91 PS)                            | 67 kW (91 PS)                            | 67 kW (91 PS)                            |
| – bei Drehzahl                         | 7800 min−1                               | 7800 min−1                               | 7800 min−1                               | 7800 min−1                               | 7800 min−1                               | 7800 min−1                               | 7800 min−1                               |
| Max. Drehmoment                        | 94 Nm                                    | 94 Nm                                    | 94 Nm                                    | 94 Nm                                    | 94 Nm                                    | 94 Nm                                    | 94 Nm                                    |
| – bei Drehzahl                         | 6000 min−1                               | 6000 min−1                               | 6000 min−1                               | 6000 min−1                               | 6000 min−1                               | 6000 min−1                               | 6000 min−1                               |
| Getriebe                               | 6-Gang                                   | 6-Gang                                   | 6-Gang                                   | 6-Gang                                   | 6-Gang                                   | 6-Gang                                   | 6-Gang                                   |
| Gabel                                  | Marzocchi Ø 40 mm                        | Marzocchi Ø 40 (Scura: Öhlins Ø 43)      | Marzocchi Ø 40 (Tenni: Öhlins Ø 43)      | Marzocchi Ø 43 (Corsa: Öhlins Ø 43)      | Öhlins Ø 43                              | Öhlins Ø 43                              | Marzocchi Ø 43                           |
| Federung hinten                        | Sachs-Boge / WP                          | WP / Sachs-Boge (Scura: Öhlins)          | WP / Sachs-Boge (Tenni: Öhlins)          | Sachs-Boge (Corsa: Öhlins)               | Öhlins                                   | Öhlins                                   | Sachs-Boge                               |
| Radgröße vorn                          | 17″ × 3.50                               | 17″ × 3.50                               | 17″ × 3.50                               | 17″ × 3.50                               | 17″ × 3.50                               | 17″ × 3.50                               | 17″ × 3.50                               |
| Reifengröße vorn                       | 120/70–ZR17                              | 120/70–ZR17                              | 120/70–ZR17                              | 120/70–ZR17                              | 120/70–ZR17                              | 120/70–ZR17                              | 120/70–ZR17                              |
| Radgröße hinten                        | 17″ × 4.50                               | 17″ × 5.50                               | 17″ × 5.50                               | 17″ × 5.50                               | 17″ × 5.50                               | 17″ × 5.50                               | 17″ × 5.50                               |
| Reifengröße hinten                     | 170/60–ZR17                              | 180/55–ZR17                              | 180/55–ZR17                              | 180/55–ZR17                              | 180/55–ZR17                              | 180/55–ZR17                              | 180/55–ZR17                              |
| Radstand                               | 1471 mm                                  | 1490 mm                                  | 1490 mm                                  | 1490 mm                                  | 1490 mm                                  | 1490 mm                                  | 1490 mm                                  |
| Lenkkopfwinkel/Nachlauf                | 65°/92 mm                                | 65°/103 mm                               | 65°/103 mm                               | 65°/103 mm                               | 65°/103 mm                               | 65°/103 mm                               | 65°/103 mm                               |
| Maße [mm], L × B × H                   | 2111 × 785 × 1050                        | 2150 × 800 × 1210                        | 2150 × 835 × 1230                        | 2150 × 835 × 1230                        | 2150 × 810 × 1200                        | 2150 × 810 × 1200                        | 2150 × 810 × 1200                        |
| Leergewicht [kg], fahrfertig (trocken) | 252 (219)                                | 254 (221)                                | 259 (226)                                | 259 (226)                                | 254 (221)                                | 254 (221)                                | 254 (221)                                |